# المحرس (المغربة)

تعديل مصدري - تعديل

المحرس هي إحدى قرى عزلة وكية بمديرية المغربة التابعة لمحافظة حجة، بلغ تعداد سكانها 2504 نسمة حسب تعداد اليمن لعام 2004.